# فتح أدرنة
أدرنة هي مدينة بيزنطية كبيرة في منطقة تراقيا، فتحها العثمانيون في وقت ما في عقد 1360م، وأصبحت العاصمة العثمانية الثانية بعد بورصة، حتى فتح القسطنطينية عام 1453م لتصبح اسطنبول هي العاصمة الثالثة للدولة العثمانية.

## فتح إدرنة
كان تاريخ سقوط أدرنة في يد العثمانيين محل خلاف بين العلماء بسبب اختلاف الروايات في المواد المصدرية، حيث تم اقتراح سنوات 1361م-1362م و1367م و1371م بشكل مختلف.  بناءً على المصادر التي يرجع تاريخها إلى فترة طويلة بعد الأحداث، وضعت الدراسات السابقة الفتح بشكل عام بين عامي 1361م و1363م،  وفقًا للتقرير في المصادر العثمانية الذي يفيد بأن كسوف الشمس حدث في عام سقوط أدرنة. 

أفادت المصادر التركية اللاحقة أن لالا شاهين باشا هزم تكفور المدينة (الحاكم البيزنطي المحلّي) في معركة في سازليدير جنوب شرق المدينة، مما أجبره على الفرار سراً على متن قارب. وافق السكان، الذين تُركوا لمصيرهم، على تسليم المدينة في يوليو 1362م مقابل ضمان الحرية لمواصلة العيش في المدينة كما كان من قبل. 